# Cornelis Holsteyn

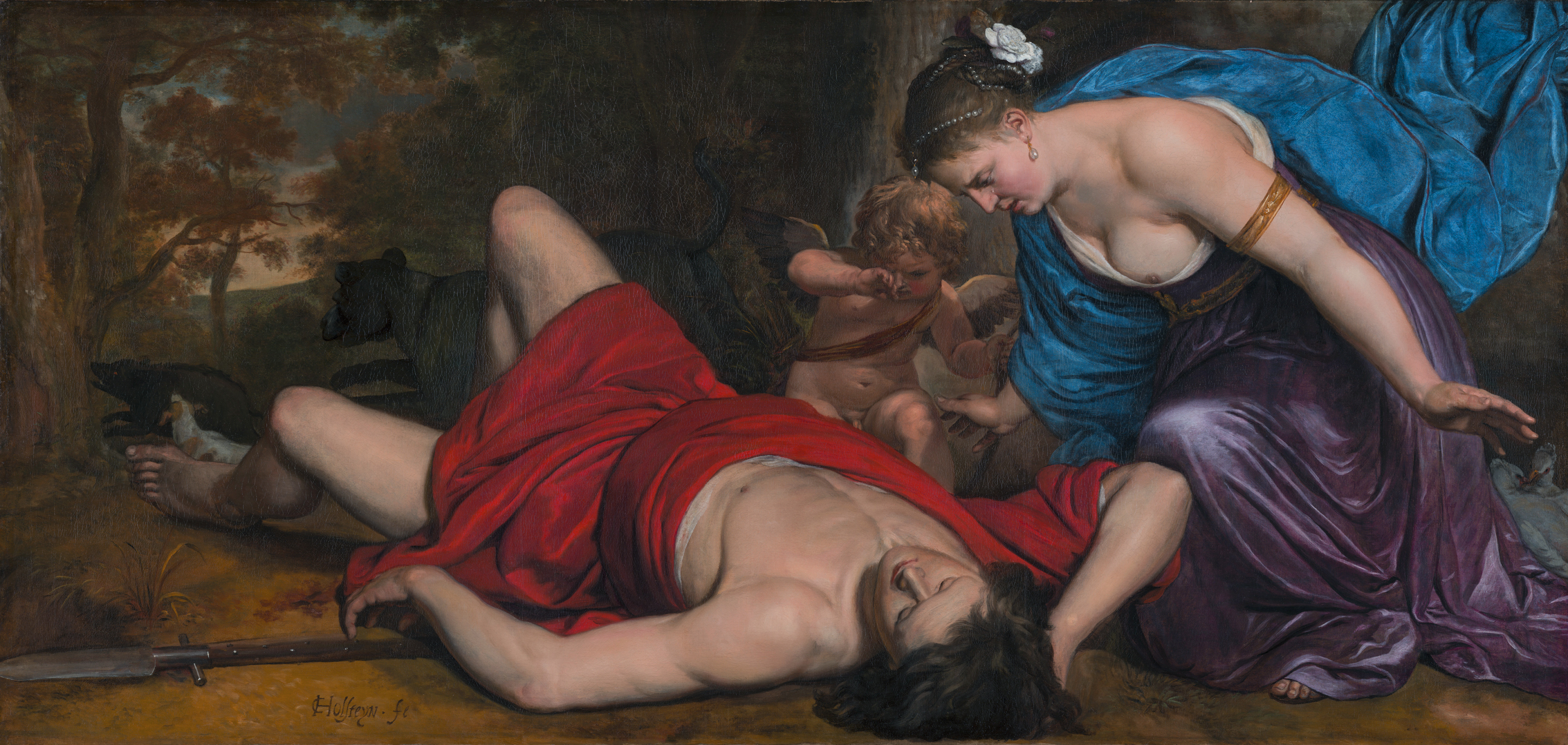
Venus llorando la muerte de Adonis, óleo sobre lienzo, 90 x 207 cm, Haarlem, Frans Hals Museum.

Cornelis Holseteyn o   Cornelis Pietersz. Holsteijn (Haarlem, 1618-Ámsterdam, 1658) fue un pintor barroco neerlandés; especializado en pintura decorativa, pintó también al óleo temas historiados y mitológicos con algún recuerdo de Rubens.
Cornelis Holsteyn fue hijo de Pieter Holsteyn, pintor de vidrieras, diseñador de tapices y grabador originario de Holstein y establecido en Haarlem llamado por su ayuntamiento, y hermano de Pieter Holsteyn II, también pintor y grabador. Se ignora en qué momento se dio de alta como pintor independiente en el gremio de San Lucas, pero consta que en 1645 recibió el encargo de retratar a la familia del regente de Ámsterdam Reynier Pauw. En 1647 cobró por un trabajo hecho para el hospicio de Haarlem, pero en noviembre de ese mismo año consta que tanto él como su hermano residían en Ámsterdam, donde en 1652 obtuvo la ciudadanía y en 1655 contrajo matrimonio con Machtelje Cornelis, hermana del pintor Jan Cornelisz. van Holblock.
En Ámsterdam trabajó principalmente en labores decorativas por encargo del ayuntamiento, pintando los techos de alguna sala del nuevo ayuntamiento y del orfanato municipal. El 2 de diciembre de 1655 fue enterrado en la Nieuwe Kerk de Ámsterdam.